# Héroïde Funèbre

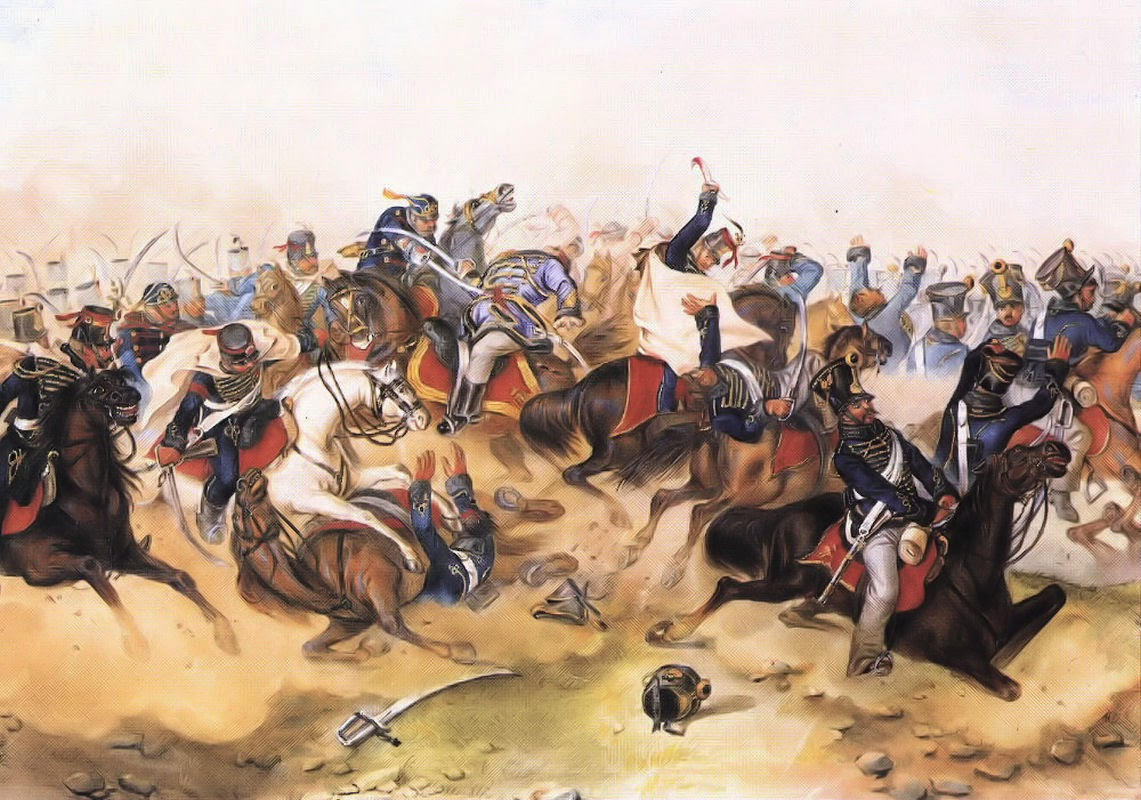
A portrayal of the Battle at Tápióbicske, a battle between Hungarian revolutionists and the Hungarian Government

Héroïde Funèbre (Heróica Fúnebre), S.102, é um dos treze poemas sinfónicos de Franz Liszt, composto de 1849 a 1854. É o número 8 dos seus poemas sinfónicos, escritos durante o seu período em Weimar. Foi instrumentado por Joachim Raff.

## Estrutura
É provável que constitua o primeiro andamento de uma suposta Sinfonia revolucionária que Liszt pensava escrever, dedicada ao marquês de La Fayette e já pensada trinta anos antes.
Estruturalmente é uma longa marcha fúnebre que se desenrola no som lúgubre dos metais e com rufos de tambor. O episódio central, menos triste, é de um lirismo sereno, mas por duas vezes descamba em forte incandescência sonora. Repete-se a marcha fúnebre e uma coda resume os vários temas.
A peça foi estreada em Breslau em 10 de novembro de 1857, sob direcção de Moritz Schön. O tempo de execução ronda os 25 minutos.